# 시드니 블래크머
시드니 블래크머(Sidney Blackmer, 1895년 7월 13일 ~ 1973년 10월 6일)는 미국의 배우, 연극 배우, 영화배우이다.

## 영화
- 로즈메리의 아기 (1968년) - 로만 캐스트벳 역
- 벤 케이시 (1961년)
- 보난자 (1959년)
- 태미 앤 더 배처러 (1957년)
- 이유없는 의심 (1956년)
- 상류 사회 (1956년)
- 디즈니랜드 (1954년) - 샘 언더우드 역
- 클라이막스! (1954년)
- 비상착륙 (1954년)
- 말 많은 세상 (1951년)
- 서스펜스 (1949년)
- 어 송 이즈 본 (1948년) - 애덤스 역
- 백주의 결투 (1946년)
- 브로드웨이 리듬 (1944년)
- 윌슨 (1944년)
- 올웨이스 인 마이 하트 (1942년)
- 러브 크레이지 (1941년)
- 댄스, 걸, 댄스 (1940년)
- 메릴랜드 (1940년)
- 수에즈 (1938년)
- 더 우먼 멘 메리 (1937년)
- 하이디 (1937년)
- 시카고 (1937년)
- 리틀 코로널 (1935년)
- 트랜서틀랜틱 메리-고-라운드 (1934년)
- 몬테 크리스토 백작 (1934년)
- 대홍수 (1933년)
- 리틀 시저 (1930년) - 빅 보이 역